# CASA C-212 Aviocar

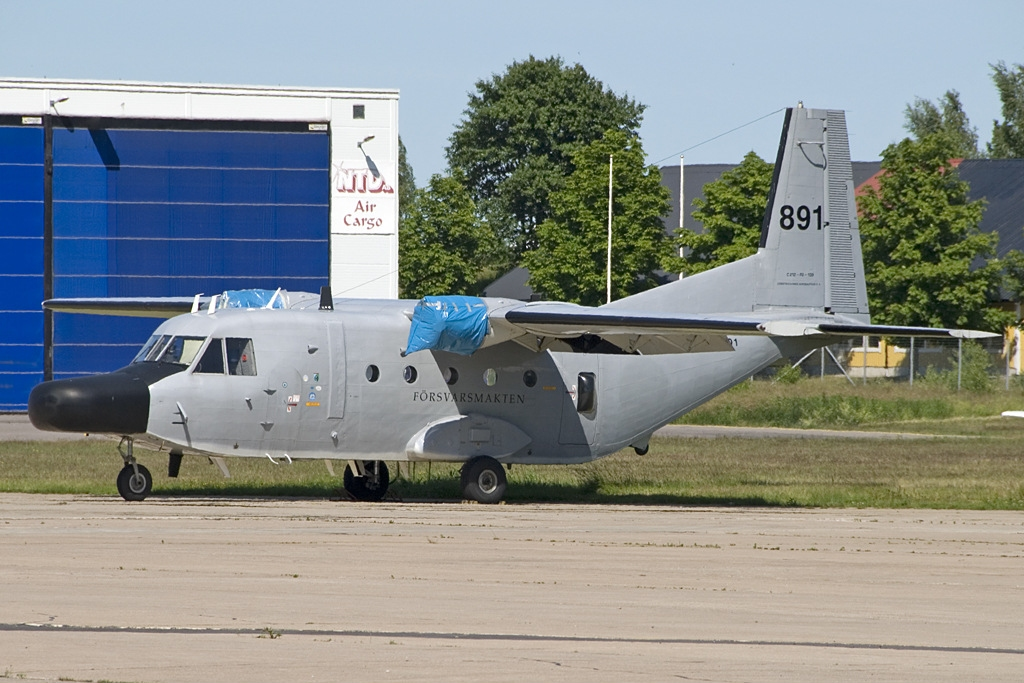
SH 89 i Försvarsmakten

CASA C-212 Aviocar är ett tvåmotorigt högvingat transportflygplan med STOL-prestanda. Flygplanet togs huvudsakligen fram för att ersätta den åldrande flygplansparken i det spanska flygvapnet och tillverkas av CASA sedan 1974. Drygt 600 flygplan har producerats och de används både civilt och militärt.

## Användning i Sverige
CASA C-212 Aviocar har använts av både Försvarsmakten och Kustbevakningen, som upphandlade flygplanstypen gemensamt.

### Försvarsmakten - SH89 (Tp89)
En C-212 levererades 1986 till Marinflyget. Inledningsvis betecknades den Tp 89, men bytte senare beteckning till SH 89. Flygplanet var de första åren baserat på Bromma flygplats i Stockholm men kom från 1989 att vara baserat vid Blekinge flygflottilj, inledningsvis tillhörande 13. helikopterdivisionen (Marinflyget) för att senare övertas av 3. helikopterskvadronen vid Helikopterflottiljen.
Flygplanets huvuduppgift var ubåtsjakt, men det användes även som transportflygplan. För ubåtsjakt var flygplanet utrustat med ett hydroaukustisk spaningsystem, med passiva hydrofonbojar som kunde fällas från flygplanet. Informationen från bojarna länkades till flygplanet, där avlyssning och analys skedde i realtid av operatörerna ombord. Vidare var även flygplanet utrustat med en spaningsradar, ett ledningssystem (samma som Hkp 4) och ett FLIR-system.
SH 89 är det enda flygplan som opererats av Helikopterflottiljen och togs ur tjänst den 13 december 2005 vid en ceremoni i Ronneby ledd av ställföreträdande helikopterflottiljchef Micael Bydén, som formellt förklarade epoken med SH-89 i Försvarsmakten avslutad. Flygplanets sista aktiva flygning för Försvarsmakten gjordes den 14 december 2005 då flygplanet ombaserades från Ronneby flygplats till Skavsta flygplats där det skulle tillgängliggöras för en eventuell försäljning, alternativt övergå till utställningsobjekt på flygmuseet.

### Kustbevakningen
Tre C-212 levererades 1986 till Kustbevakningen och deras huvuduppgifter var främst havs- och fiskezonsövervakning. Flygplanen kunde utrustas med SH 89:s ubåtsjaktutrustning. Flygplanstypen togs ur tjänst 2007 till följd av ett haveri 2006.

#### Haveri
Den 26 oktober 2006 havererade KBV 585 i Falsterbokanalens norra hamn då vänster vinge separerade från flygkroppen. Alla fyra besättningsmedlemmar omkom. Orsaken till olyckan visade sig vara materialutmattning vid vingfästet. Kustbevakningens båda kvarvarande C-212 uppvisade samma problem, vilket ledde till att flygplanstypen ersattes med Bombardier Dash 8 Q-300.